# 长海蛳螺
长海蛳螺（学名：Amaea magnifica），是异腹足目海蛳螺科Amaea的一种。主要分布于韩国、中国大陆、台湾，常栖息在深海、潮下带。